# Linterna de Lisícrates
La Linterna de Lisícrates es un monumento de la antigua Grecia, ubicado en el barrio de Plaka, en Atenas. Fue construido en el siglo IV a. C. por Lisícrates, un corego (patrocinador) que financió una producción teatral en el teatro de Dionisio. El monumento fue erigido para celebrar la victoria de esta producción en un concurso dramático. La linterna era originalmente una base o pedestal para el trípode de bronce que se otorgaba como premio a los vencedores de los concursos de teatro. Suponía una manera de exhibir el premio y celebrar públicamente el éxito. 

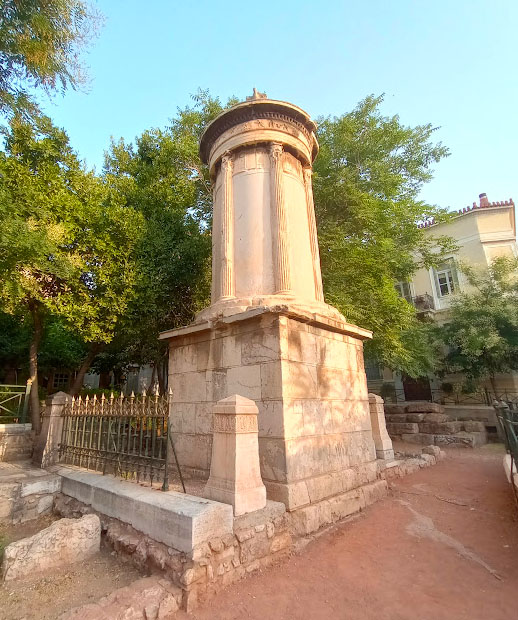
La Linterna de Lisícrates en 2023

## Descripción
Es un monumento cilíndrico de una decena de metros de altura, con el aire de un pequeño templo corintio pseudo-monóptero sobre un pedestal cuadrado situado en Atenas. Sobre el tejado de mármol inicialmente hubo un trípode de bronce, premio ganado por Lisícrates. Actualmente sobre la cubierta encontramos un elemento de piedra que tiene forma de trípode y recuerda al obtenido por lisícrates en la competición musical.
El recurso a varias piedras diferentes, por razones ópticas, era típico de esta época, y fue una de las primeras veces que se utilizó el orden corintio para elementos exteriores. Los capiteles todavía están muy lejos de lo que serán los capiteles corintios de los grandes monumentos ulteriores.

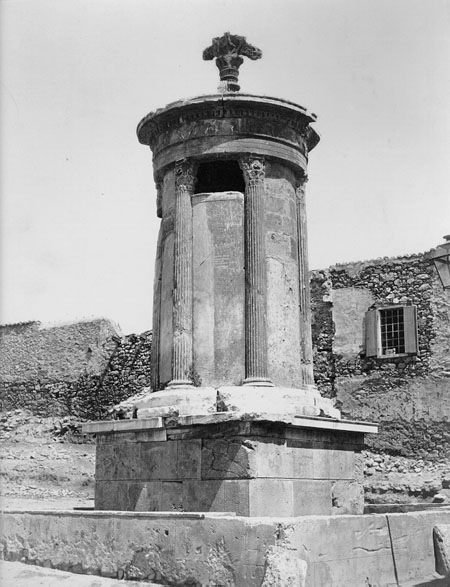
Linterna de Lisícrates hacia 1875.

El friso estaba decorado con relieves que representaban al dios Dioniso ocupado en metamorfosear de piratas en delfines. Pudo ser la obra de un taller influido por el trabajo de Leocares.

## Excavaciones, restauración
La Linterna de Lisícrates fue un tema muy popular, representado en numerosos grabados de los siglos XVIII y XIX.
Su hallazgo se produjo en 1821, y fue completamente restaurado en 1876 bajo los auspicios del gobierno francés.